# Wymiarki (Pieniny)
Wymiarki – niewielka polana w Pieninach. Znajduje się przy żółtym szlaku turystycznym z Krościenka na przełęcz Szopka, zaraz powyżej rozdroża na Bajkowym Groniu. Jest to polana dwuczęściowa; część po wschodniej stronie szlaku nosi nazwę Niżnie Wymiarki. Z polany ograniczone widoki na Pasmo Radziejowej. O tych okolicach pisał w 1939 Tadeusz Malicki: „Otwierają się przed nami czarodziejskie polany pełne różnobarwnego kwiecia. Jak w najwspanialej pomyślanym parku porozrzucane są po nich kępy jasnych buków, ciemnych smreków, niebieskich jodeł i srebrnych brzóz”.
Dzięki specyficznym warunkom glebowym, klimatycznym i geograficznym łąki i polany Pienińskiego Parku Narodowego były siedliskiem bardzo bogatym gatunkowo. Rosły na nich także liczne gatunki storczyków. Zmiana lub zaprzestanie ich użytkowania sprawiło, że zmniejszyła się ich różnorodność gatunkowa. W latach 1987–1988 na polanie Wymiarki zanotowano występowanie rzadkiego gatunku storczyka podkolan zielonawy (Plantanthera chlorantha).
Polana znajduje się na obszarze Pienińskiego Parku Narodowego, w granicach Krościenka nad Dunajcem w województwie małopolskim, w powiecie nowotarskim.

## Szlaki turystyczne
z Krościenka przez Bajków Groń i polanę Wyrobek na przełęcz Szopka. Czas przejścia: 1:40 godz., ↑ 1:10 godz.